# Dove tutto è a metà
Dove tutto è a metà è un singolo del gruppo musicale italiano Tiromancino, pubblicato il 31 marzo 2017. Il brano accompagna l'uscita in libreria del romanzo omonimo di Federico Zampaglione.

## Video musicale
Il videoclip è stato pubblicato il 7 aprile 2017 sul canale YouTube del gruppo e vede la partecipazione dell'attrice Marianna Di Martino.

## Tracce
1. Dove tutto è a metà – 3:35

## Classifiche
| Classifica (2017)         | Posizione massima |
| ------------------------- | ----------------- |
| Italia (airplay italiana) | 3                 |
| Italia (airplay)          | 5                 |